# ハーバード・ビジネス・スクール
ハーバード・ビジネス・スクール （英: Harvard Business School、略称HBS）は、ハーバード大学の経営大学院である。HBSは、スタンフォード大学経営大学院、ペンシルバニア大学ウォートン・スクールと共に世界最高峰のビジネススクールであり、Business Weekの2022年のランキングでは全米で第2位、QS World University Rankings 2022年では世界第2位、Financial Times 2022年では世界第3位に選ばれている。また、経営層養成プログラムであるエクゼクティブ・エデュケーションのAMP（アドバンスド・マネジメント・プログラム）は国際的に名高い。M7の参加校。

## プログラム

### MBA
学位 MBA: Master of Business Administration
日本語学位名 経営学修士
ハーバード・ビジネス・スクールは、Master of Business Administration略称MBA（経営学修士）プログラムを1908年に設立した。MBAを習得する為、世界各国からハーバード・ビジネス・スクールに学生が集まってくる。
ハーバード・ビジネス・スクールは、特にケースメソッド方式(事例研究法)を授業スタイルとして採用したことで有名である。ケースメソッド方式は、ハーバード・ロー・スクールにおいて、元来、開発され、それをビジネススクールに応用した。学生は、事前にビジネスの状況が描かれたケースを分析した上で、対話中心の授業に臨む。
学内は、ハーバード大学のメインキャンパスから、チャールズ川を挟んだ向こう側であるボストン市オールストンにある。ケネディ・スクールと向かい合わせである。
日本人留学生数は、日本経済の伸長に伴い、一時期増加傾向にあった。しかし、現在は減少し、年十人弱で推移している。東京地区において活躍しているハーバード・ビジネス・スクール卒業生の人数は250人程度である。
直近2021年度のMBA生の卒業直後の総年収の中央値は、$215,000（日本円換算で24,443,350円 2021年12月8日時点）である。
2021年の合格率は12.5%、合格者の内入学した歩留まりは82.7%だった。

### Ph.D.
学位      Doctor of Philosophy (Ph.D.) in Business Administration/Business Economics/Organizational Behavior/Health Policy Management
日本語学位名 博士 (経営学)
将来ビジネススクールで教鞭をとる教授・研究者の養成を目的としたプログラム。会計学(Accounting & Management)、 マーケティング(Marketing)、 ビジネス経済学(Business Economics)、経営管理(Management)、 組織行動(Organizational Behavior)、 戦略(Strategy)、技術&オペレーション管理(Technology & Operation Management)、医療政策管理(Health Policy Management)の8プログラムに各10数名在籍している。各プログラムに1学年若干名が在籍している。
最初の2年間は専門分野を中心にコースワークと研究論文の提出が必須とされ、その後2〜4年間が博士論文の執筆に費やされる。また、在学中にハーバード大学の学部生向けセミナーやハーバード・エクステンション・スクールの修士課程、及び、ビジネススクールでのMBA課程の授業の一部で教鞭をとることが必須とされている。
ビジネススクールにおける他のプログラムと異なり、授業料は免除され、加えて大学の教員・研究員として毎月の給料が支払われる。博士号取得後、大半の卒業生はハーバード大など欧米を中心に世界各国のビジネススクールの助教授に就任する。
伝統的にDoctor of Business Administration (DBA)学位を授与していたが、世界的にDBAが研究ではなく実務家向けの学位という認識が広まった事等を踏まえ、Doctor of Philosophy (Ph.D.)プログラムに移行された。これに伴い、ハーバード大学文理大学院と経営大学院のジョイント・プログラムとなった。
著名な卒業生にはマイケル・ポーター、クレイトン・クリステンセン、日本人では、石倉洋子、藤本隆宏、國領二郎などがいる。最近の日本人卒業生では、武田悠作(イリノイ大学アーバナ・シャンペーン校助教授)がいる。

### エクゼクティブ・エデュケーション（経営人材養成プログラム）
ハーバード・ビジネス・スクールには、学位取得できるMBA/DBAプログラムの他に、学位とは無関係なエクゼクティブ・エデュケーション（経営人材養成プログラム）が存在する。
これらのプログラムは主に
①Focused Programs（マネジメントやマーケティング、財務、リーダーシップなど、１つのトピックについて短期集中で学ぶマネジャー層向けプログラム）
②Custom Programs（企業ごとの課題を解決することに主眼をおいたオーダーメイドのプログラム）
③Comprehensive Leadership Programs（主に後述するAMP、GMP、PLDなど）
の３つに大別される。
一般的には①のFocused Programsが多く用意されているが、エグゼクティブエデュケーションの中でもアルムナイ（卒業資格）が授与され、ハーバード・ビジネス・スクールの卒業生ネットワークに加入できる数少ないプログラムとして、AMP、GMP、PLDなどが存在し、エグゼクティブMBA（EMBA）の代替として位置付けられている。

### AMP
プログラム名 AMP：Advanced Management Program (certificate program)
日本語名 アドバンスド・マネジメント・プログラム
AMPは、約6カ月間に亘る経営人材養成プログラムで、数多くのグローバル企業のCEOを輩出している。授業料は、約6カ月間で9万4000ドル。大手グローバル企業からの社費派遣者が主な受講者で参加するには厳しい審査があり、世界的にも著名な教授陣の下で厳しいカリキュラムに集中的に取り組む必要がある。
主な参加者は、大企業においてCEOの1、2階級下の指導的地位にあり、会社の後継者計画の中心的存在として認識されている実績のあるビジネス・エグゼクティブ（経営委員会のメンバー、主要ビジネスユニットの責任者、オペレーティング・グループの上級メンバーなど）や大きな成長機会のある中堅企業でC-suiteレベルの役職に就いている方。特に、上級管理職や会社役員としての豊富な経験を含め、20年以上の職務経験を持つ上級管理職に適している。
修了時にアルムナイ（卒業資格）が授与され、ハーバード・ビジネス・スクールの卒業生ネットワークに加入できる数少ないプログラムの1つである。

### GMP
プログラム名 GMP：General Management Program (certificate program)
日本語名 ジェネラル・マネジメント・プログラム
AMPと並ぶハーバード・ビジネス・スクールのエクゼクティブ・エデュケーションの看板プログラムの一つ。
GMPは、約4カ月間に亘る経営人材養成プログラムで、授業料は8万ドル。AMP同様に大手グローバル企業からの社費派遣者が主な受講者で参加するには厳しい審査があり、世界的にも著名な教授陣の下で厳しいカリキュラムに集中的に取り組む必要がある。
主な参加者は、少なくとも15年から20年の経験を持ち、知識と影響力を高め、組織に大きな影響を与え、個人の目標を達成したいと考えているシニアエグゼクティブを対象としており、事業損益に責任を持つリーダーや機能的な役割が大幅に拡大しているシニア・エグゼクティブに適している。
AMP同様に修了時にアルムナイ（卒業資格）が授与され、ハーバード・ビジネス・スクールの卒業生ネットワークに加入できる。

### PLD
プログラム名 PLD：Program for Leadership Development (certificate program)
日本語名 リーダーシップ開発プログラム 
PLDは、主な参加者は、少なくとも10年から15年の経験を持つエグゼクティブを対象としており、期間は7ヶ月間で、4つのモジュールにおいて、グローバルリーダーに必要な会計や金融の基礎知識からはじまり、ビジネス戦略、マーケティング、オペレーション、組織改革する上でのリーダーシップ等を学ぶ。モジュール1と3は、オンラインで教育が行われ、グループワークによる課題と評価が課される。モジュール2と4は、完全寄宿制で、教授陣によるケースベースでの授業に加え、政界や経済界の著名人からプレゼンテーションスキルやビジネスの心得なども学ぶ。モジュール5は、完全寄宿制でリーダーシップについてケーススタディを使いながら学ぶことに加え、演劇のプロフェッショナルからプレゼンテーションの仕方も学ぶ機会がある。授業料は、モジュール５まで含めて7万9000ドル。
2013年からモジュール４の後に、２週間のモジュール5にてリーダーシップについて学べるようになり、修了後には、アルムナイ（卒業資格）が授与され、ハーバード・ビジネス・スクールの卒業生ネットワークに加入することができるようになった。

## 教員
現在の教員
- マイケル・ポーター：教授
- クレイトン・クリステンセン：教授
- 天野友道：助教授

歴代教員、元教員
- 竹内弘高：元講師
- 三品和広：元助教授

## 歴史
- 1908年 設立、Edwin Francis Gayが初代学長に就任。初年度は59名の学生が入学した。
- 1920年代 学生数は一学年200名程度まで拡大。
- 1963年 初めて女性の入学生を受け入れる。

## 世界的に著名な卒業生
世界的に著名な卒業生から挙げる。基本的には米国のビジネス界で活躍した人物、米国政府高官、世界的な影響力を持った人物、ビジネススクールの教授になった人物などを挙げる。
- ロバート・マクナマラ(Robert S. McNamara)(1939)：米国国防長官（1961 - 1968）、世界銀行総裁（1968 - 1981）
- チャールズ・T・ホーングレン(Charles T. Horngren)(1952)：原価計算研究者。スタンフォード大学経営大学院教授。
- ニコラス・ブレイディ(Nicholas F. Brady)(1954)：前米国財務長官
- ウィルバー・ロス(Wilbur Louis Ross, Jr.)(1961):米国商務長官。投資家でWLロス&カンパニーCEO。元ロスチャイルドファンド・マネージャー。
- ルイス・ガースナー(Louis V. Gerstner, Jr.)(1965)：元IBM最高経営責任者、1990年代IBM再建の立役者。
- マイケル・ブルームバーグ（Michael Bloomberg）(1966)：ニューヨーク市長、経済ニュース・ブルームバーグ設立者
- ポール・ブレマー(L. Paul Bremer)(1966)：前イラク連合暫定施政当局(CPA)代表
- ヘンリー・ポールソン(Henry M. Paulson, Jr.)(1970)：アメリカ合衆国財務長官、前ゴールドマンサックスCEO
- マイケル・ポーター(Michael Porter)(1971)：ハーバードビジネススクール教授（競争戦略）、モニターグループ創設者
- ジョージ・W・ブッシュ(George W. Bush)(1975)：アメリカ合衆国大統領
- スティーブン・バノン(Stephen Kevin Bannon)(1985)：アメリカ合衆国首席戦略官、ブライトバート・ニュース・ネットワーク会長。

その他、ゴールドマン・サックス、モルガン・スタンレー、メリルリンチ、JPモルガン、ブラックストーン、カーライル、マッキンゼー&カンパニー、ボストン・コンサルティング・グループ、ベイン&カンパニー、ニューヨーク証券取引所、GE、IBM、スターバックス、ステイプルズ、リーバイス、アディダス、ゼロックス、ボーイング、タイム誌、ヤフーなどの経営者、設立者など多くの人材を輩出している（英語版参照）。
以下では、MBA、DBAなどコース別に世界的に著名な卒業生を、ファミリーネームのアルファベット順に挙げる。

### MBA
| [icon] | この節の加筆が望まれています。 （2022年8月） |

| [icon] | この節の加筆が望まれています。 （2022年8月） |

## 日本人卒業生
| - 村本福松(1919)：大阪府立大学教授 - 福田敬太郎(1927)：神戸大学名誉教授・元学長 - 正田修(1970)：日清製粉グループ本社名誉会長相談役 - 天野太球磨(1972): 日本人で最初かつ唯一の海外大手SWF( Saudi Arabia 王国）の最高投資責任者を務める。 - 三村明夫(1972)：新日鐵住金名誉会長、日本商工会議所会頭 - 守屋寿(1972)：元メリルリンチ日本証券会長、守屋寿コレクション収集者 - 茂木賢三郎(1973)：日本芸術文化振興会理事長 - 天野順一(1975)：元日本ユニシス社長 - 鶴正登(1977)：NOK会長 - 堀紘一(1980)：ドリームインキュベータ代表取締役会長（日本人初のベーカー・スカラー受賞） - 斎藤聖美(1981)：ジェイ・ボンド東短証券株式会社代表取締役社長 - 金田新(1982):日本放送協会元専務理事放送総局長 - 進藤孝生(1982):日本製鉄会長、世界鉄鋼協会会長 - 塚本隆史(1982):みずほフィナンシャルグループ元代表取締役社長 - 柴田拓美(1983)：日興アセットマネジメントCEO、元野村ホールディングスCOO - ティエリー・ポルテ(1982)：新生銀行社長 - グレン・フクシマ(1982)：エアバス・ジャパン代表取締役社長兼最高経営責任者 - 江川雅子(1986)：一橋大学教授、成蹊学園学園長 - 片山龍太郎(1987)：ジュリアーニ・パートナーズ在日代表、元産業再生機構執行役員、元マルマン株式会社社長 - 國領二郎(1988)：慶應義塾大学教授 - 宗方謙(1989)：元ソニー・ピクチャーズエンタテインメント代表取締役社長 - 名和高司(1990)：マッキンゼー・アンド・カンパニー ディレクター（日本人2人目のベーカー・スカラー受賞） - 堂山昌司(1990)：NBCユニバーサル・エンターテイメントジャパンCEO兼社長、MTVジャパン会長兼CEO - 南場智子(1990)：DeNA創業者・代表取締役社長、日本経団連副会長 - 柴山哲治(1990)：サザビーズ日本法人代表取締役社長 - 山田哲(1990)：タイトー代表取締役社長 - 新浪剛史(1991)：サントリーホールディングス株式会社代表取締役社長 - 堀義人(1991)：グロービス代表取締役 - 樋口泰行(1991)：パナソニック専務・コネクティッドソリューションズ社社長、元マイクロソフト日本法人社長、元ダイエー社長、元日本ヒューレット・パッカード社長 - 火浦俊彦(1991)：ベイン・アンド・カンパニー・ジャパン代表（マネージング パートナー） - 御立尚資(1992)：ボストンコンサルティンググループ日本代表、楽天取締役（日本人3人目のベーカー・スカラー受賞） - 山田善久(1992)：楽天代表取締役副社長、楽天トラベル代表取締役社長 | - 三木谷浩史(1993)：楽天グループ創業者・代表取締役会長兼社長、新経済連盟代表理事（卒業生功績賞受賞） - 武田和徳(1993)：楽天COO、楽天物流代表取締役会長 - 杉本勇次(1998)：ベインキャピタル・ジャパン マネージング・ディレクター - 玉置浩伸(1998)：ミヤビ・フーズ代表取締役社長、元AOLジャパン代表取締役、ゴルフダイジェスト・オンライン取締役COO、九州大学客員教授 - 石坂信也(1999)：ゴルフダイジェスト・オンライン創業者・社長 - 藤川佳則(2000):一橋大学准教授 - 花沢菊香(2002)：投資家、コロンビア大学理事、NPOファッションガールズフォーヒューマニティー創業者 - 砂川大(2003)：ロケーションバリュー代表取締役CEO - 坂本篤彦(2005)：ブラックストーングループ シニアマネージングディレクター 日本代表 - 岩瀬大輔(2006)：ライフネット生命保険代表取締役副社長（日本人4人目のベーカー・スカラー受賞） - 古賀洋吉(2008)：Drivemode, Inc.創業者 - 鳩山玲人(2008)：サンリオ取締役 - 武捨皓介(PLDA)：コロンビア大学客員教授、マッキンゼー・アンド・カンパニー - 原田泳幸(AMP)：（株）ゴンチャジャパン社長 - 筒井豊春(AMP)：キャピタル・パートナーズ証券株式会社 代表取締役兼CEO - 石倉洋子(DBA) : 一橋大学名誉教授、デジタル監 - 石原一子(AMP)：髙島屋常務 - 亀崎英敏(AMP)：三菱商事副社長、日本銀行政策委員会審議委員 - 豊田達也(AMP)：デンソー常務 - 吹野博志(AMP)：デル株式会社顧問 - 尾原蓉子(AMP)：エイボン・プロダクツ取締役、良品計画取締役 - 松本洋(AMP)：APIコンサルタンツ株式会社代表取締役社長 - 藤井保紀(AMP)：日本欧州銀行社長、熊谷組専務 - 宮地伸二(AMP)：AGC代表取締役 兼 副社長執行役員 CFO 兼 CCO 兼 経営企画本部長 - 和地孝(AMP)：テルモ社長 - 林茂樹 (AMP)：大阪工業大学知的財産専門職大学院教授 - 藤本隆宏(DBA): 東京大学大学院経済学研究科教授 - 石塚孝一(AMP)：フォト蔵ホールディングスCEO、WB Burgers Asia CEO、ネクストミーツホールディングスCEO - 戸塚隆将：シーネクスト・パートナーズ代表取締役 - 武田悠作(PhD)：イリノイ大学アーバナ・シャンペーン校助教授 |

## ベーカー・スカラー
ベーカー・スカラー (Baker Scholar) とは、2年間を通じてカテゴリーIが7割以上で、成績上位5%の学生に与えられるタイトル。毎年900-1000名の卒業生のうち。45-50名ほどが選出される。
- 堀紘一 - ボストンコンサルティンググループ日本代表、ドリームインキュベータ創業者・代表取締役会長、元読売新聞社、三菱商事（1980年に日本人初の受賞）
- 名和高司 -  マッキンゼー・アンド・カンパニーディレクター、ボストンコンサルティンググループ シニアアドバイザー、ファーストリテイリング社外取締役（1990年に受賞）
- 御立尚資 - ボストンコンサルティンググループ日本代表、元日本航空（1992年に受賞）
- 岩瀬大輔 - ライフネット生命保険共同創業者・代表取締役社長、元ボストンコンサルティンググループ、 リップルウッド（2006年に受賞）
- 鬼塚哲郎 - TPG Capital (Singapore) Pte Ltd. ヴァイス・プレジデント、元モルガン・スタンレー（2011年に受賞）
- 髙橋亮 - ベアリング・プライベート・エクイティ・アジア（2020年に受賞）